# Нижний Мывал
 Нижний Мывал  — село в Сосновоборского района Пензенской области. Входит в состав Вачелайского сельсовета.

## География
Находится в восточной части Пензенской области на расстоянии приблизительно 11 км на север-северо-запад по прямой от районного центра посёлка Сосновоборск в нижнем течении реки Мывал.

## История
Упоминается в 1693 году как деревня Мувал. Построено ясачной мордвой, переведённой сюда правительством, видимо, между 1786 и 1789 годами с целью строительства Пензенско-Сызранской оборонительной линии. В 1709 году 104 двора, 488 душ, в 1718 году — 107 дворов. В 1748 году показано как две мордовские деревни — Старый и Нижний Мувалы Засурского стана Пензенского уезда. В Старом Мувале 144 ревизских души ясачной мордвы, в Нижним Мувале — 124. В 1755 году построена деревянная церковь во имя Казанской Пресвятой Богородицы. В 1762 году именуется Нижним Мувалом, а также «новокрещеным селом Богородским, Старым Мувалом тож». Старый — так как основано раньше Верхнего (Нового) Мывала. В черту села до 1910 году вошла деревня Нагорный Мывал. В 1910 году — село Бартеневской волости Городищенского уезда, 159 дворов, церковь, при ней школа, водяная мельница, 3 кузницы, поташный завод, 5 лавок. В 1955 году — центральная усадьба колхоза имени Хрущёва. В 1980-е года — центральная усадьба колхоза «Верный путь». В 2004 году — 166 хозяйств.

## Население
| 1709 | 1718  | 1748 | 1864 | 1877 | 1897 | 1911 |
| ---- | ----- | ---- | ---- | ---- | ---- | ---- |
| 488  | ↘484  | ↗536 | ↗593 | ↗612 | ↗795 | ↗991 |
| 1926 | 1930  | 1939 | 1959 | 1979 | 1989 | 1996 |
| ↘985 | ↗1054 | ↘743 | ↗824 | ↘613 | ↘483 | ↗484 |
| 2002 | 2010  |      |      |      |      |      |
| ↗485 | ↘433  |      |      |      |      |      |